# Karl Amadeus Hartmann
Karl Amadeus Hartmann (2 de agosto de 1905 — 5 de dezembro de 1963) foi um compositor alemão. 

## Obras

### Óperas
- Wachsfigurenkabinett, five short operas (1929-30; three not completed), libretti by Erich Bormann
  - Das Leben und Sterben des heiligen Teufels
  - Der Mann, der vom Tode auferstand (unfinished; completed by Günter Bialas and Hans Werner Henze)
  - Chaplin-Ford-Trott, 'scenic jazz cantata' (unfinished; completed by Wilfried Hiller)
  - Fürwahr? (unfinished; completed by Henze)
  - Die Witwe von Ephesus
- Des Simplicius Simplicissimus Jugend (1934-35; revised 1956-57 as Simplicius Simplicissimus), libretto by Hermann Scherchen, Wolfgang Petzer and Hartmann after Jakob von Grimmelhausen

### Sinfónico
- Miserae, Symphonic Poem (1933-4)
- Symphony L’Oeuvre (1937-8; material re-used in Symphony No.6)
- Symphonic Concerto for string orchestra and soprano (1938; later partly used in Symphony No.4)
- Sinfonia Tragica (1940, rev. 1943; first movement re-used in Symphony No.3)
- Symphoniae Drammaticae (1941-43), consisting of:
  - Overture China kampft (1942, rev. 1962 as Symphonische Ouvertüre)
  - Symphonische Hymnen (1941-3)
  - Symphonic Suite Vita Nova for reciter and orchestra (1941-2, unfinished)
- Adagio for large orchestra (1940-44, revised as Symphony No.2)
- Symphony Klagegesang (1944; portions re-used in Symphony No.3)

- Symphony No.1, Versuch eines Requiem for alto and orchestra (1950) – revised version of Symphonisches Fragment
- Symphony No.2 (1946) – revised version of Adagio
- Symphony No.3 (1948-9) – adapted from portions of Symphony Klagegesang and Sinfonia Tragica
- Symphony No.4 for string orchestra (1947-8) – adapted from Symphonic Concerto for strings
- Symphony No.5, Symphonie concertante (1950) – adapted from Concerto for wind and double basses
- Symphony No.6 (1951-3) – adapted from Symphony L’Oeuvre
- Symphony No.7 (1957-8)
- Symphony No.8 (1960-62)

### Concertos
- Lied for trumpet and wind instruments (1932)
- Concerto for wind instruments and solo trumpet (1933); recomposed as Concerto for wind instruments and double basses (1948-9), whence Symphony No.5
- Cello Concerto (1933, lost, probably unfinished)
- Symphonie-Divertissement for bassoon, tenor trombone, double bass and chamber orchestra (c. 1934, unfinished)
- Kammerkonzert for clarinet, string quartet and string orchestra (1930-35)
- Concerto funebre for violin and string orchestra (1939, rev. 1959) (originally entitled Musik der Trauer)
- Concerto for piano, wind instruments and percussion (1953)
- Concerto for viola, piano, wind instruments and percussion (1954-6)

### Vocal
- Cantata (1929) for 6-part a cappella choir on texts by Johannes R. Becher and Karl Marx
- Profane Messe (1929) for a cappella chorus on a text by Max See
- Kantate for soprano and orchestra on texts by Walt Whitman (1936); later retitled Lamento and in 1938 revised as Symphonisches Fragment, whence Symphony No.1
- Friede Anno '48 (1936-37) for soprano solo, mixed chorus and piano; revised 1955 as Lamento for soprano and piano
- Gesangsszene (1962-63) for baritone and orchestra on a text from Sodom and Gomorrah by Jean Giraudoux

### Câmara e Instrumental
- 2 Kleine Suites for piano (c. 1924-6)
- 2 Sonatas for unaccompanied violin (1927)
- 2 Suites for Unaccompanied violin (1927)
- Jazz Toccata and Fugue for piano (1927-8)
- Tanzsuite for clarinet, bassoon, horn, trumpet and trombone (1931)
- Kleines Konzert for string quartet and percussion (1932)
- Burleske Musik for wind instruments, percussion and piano (1931)
- Sonatina for piano (1931)
- Toccata variata for wind instruments, piano and percussion (1931-2)
- Piano Sonata No.1 (1932)
- String Quartet No.1, Carillon (1933)
- Piano Sonata No.2, 24.IV.45 (1945)
- String Quartet No.2 (1945-6)